# Лунвож (приток Кожимъю)
Лунвож — река в России, протекает по территории Троицко-Печорского района Республики Коми. Устье реки находится в 50 км от устья реки Кожимъю по левому берегу. Длина реки составляет 14 км.
Исток реки находится на Северном Урале, к западу от горы Макар-Из (964 м НУМ). Река течёт на северо-запад, протекает восточнее горы Кожим-Из (1195 м НУМ). На всём протяжении носит горный характер, в среднем течении ширина около 10 метров, скорость — 1,2 м/с.
Всё течение проходит в ненаселённой тайге на территории Печоро-Илычского заповедника.

## Данные водного реестра
По данным государственного водного реестра России относится к Двинско-Печорскому бассейновому округу, водохозяйственный участок реки — Печора от истока до водомерного поста у посёлка Шердино, речной подбассейн реки — Бассейны притоков Печоры до впадения Усы. Речной бассейн реки — Печора.
Код объекта в государственном водном реестре — 03050100112103000058402.